# Aveiro (cráter)
Aveiro es un cráter de impacto del planeta Marte situado a 21.5° Norte y 79.1° Oeste (21.3° Norte y 280.9° Este). La colisión causó una abertura de 9.5 kilómetros de diámetro en la superficie del cuadrángulo MC-10 del planeta. El nombre fue aprobado en 1985 por la Unión Astronómica Internacional en honor a la ciudad de Aveiro (Portugal).